# Шукура
Шукура (груз. შუქურა) — грузинський футбольний клуб з Кобулеті. Виступає на стадіоні імені Реваза Челабалзе «Челе арена». Заснований у 1968 році.

## Історія
Клуб створено в 1968 році під назвою «Кобулеті». У сезоні 2003/04 років виграв Лігу Пірвелі та вийшов до Ліги Умаглесі, де він провів лише один сезон. Після цього команду було розформовано і лише в 2011 році команду було відроджено, а головним тренером команди став Аслан Баладзе, який мав забезпечити успішні виступи клубу у вищому дивізіоні національного чемпіонату. Але вже незабаром Аслан Беладзе покинув клуб, а його замінив Валерій Чхартішвілі. У сезоні 2012/13 років «Шукура» посів 3-тє місце в групі Б Ліги Пірвелі. У сезоні 2013/14 років команда виступала вже в групі А Ліги Пірвелі, яку виграла та вийшов до вищого дивізіону національного чемпіонату. Після першої половини сезону через проблеми зі здоров'ям з поста головного тренера команди пішов Валерій Чхартішвілі, нетривалий час команду очолював Бесик Шерозія, якого на початку серпня змінив Аміран Гогітідзе, але вже в листопаді того ж року він залишив клуб, а новим головним тренером команди став українець Костянтин Фролов.
У сезоні 2013/14 років «Шукура» вперше в своїй історії дійшла до 1/2 фіналу Кубку Грузії, в якому був розгромлений сачхеринським «Чихура».
Найбільшою в історії перемогою клубу стала звитяга над «Аделі Батумі» (6:0), у цьому матчі півзахисник та капітан команди Гіоргі Челабадзе відзначився декількома голами, перемога з аналогічним рахунком була також зафіксована й над «Мерцхалі», а Гіоргі Челабадзе в тому поєдинку відзначився «покером». Найбільшим рахунком, з яким «Шукура» програвав — 0:8.

## Досягнення
- Група Б Ліги Пірвелі
  -  Бронзовий призер (1): 2012/13

- Група А Ліги Пірвелі
  -  Чемпіон (1): 2013/14

## Стадіон
Після того як ФК «Кобулеті» припинив своє існування футбольні матчі в місті не проводилися, а стадіон не використовувався за призначенням. У 2012 році ЦЕнтральний стадіон Кобулеті зазнав капітальної реконструкції, зокрема було замінено стільці, відновлено трибуни стадіону, замість природного газону встановлено штучне покриття. Після реконструкції Центральний стадіон було перейменовано на честь легендарного грузинського футболіста Реваза Челебадзе в «Чела арену».

## Бомбардири клубу
| Сезон   | Ім'я             | Громадянство | Голи |
| 2014-15 | Гіоргі Челабадзе | Грузія       | 7    |
| 2013-14 | Гіоргі Челабадзе | Грузія       | 22   |
| 2012-13 | Гіоргі Челабадзе | Грузія       | 13   |

## Статистика виступів у національних турнірах
| Сезони  | Ліга                  | Міс. | Іг. | В  | Н | П  | ЗМ | ПМ | О  | Кубок        | Єврокубки | Примітки   | Тренер                            |
| ------- | --------------------- | ---- | --- | -- | - | -- | -- | -- | -- | ------------ | --------- | ---------- | --------------------------------- |
| 2003/04 | Ліга Пірвелі          | 1    | 30  | 19 | 4 | 7  | 54 | 28 | 61 | 1/4 фіналу   |           | Підвищення |                                   |
| 2012/13 | Ліга Пірвелі, Група B | 3    | 30  | 19 | 4 | 7  | 56 | 25 | 61 | 1/8 фіналу   |           |            |                                   |
| 2013/14 | Ліга Пірвелі, Група A | 1    | 24  | 18 | 3 | 3  | 72 | 23 | 57 | 1/2 фіналу   |           | Підвищення | Валерій Чхартішвілі Бесик Шерозія |
| 2014–15 | Ліга Умаглесі         | 7    | 30  | 11 | 8 | 11 | 36 | 38 | 41 | 1/8 фіналу   |           |            | Костянтин Фролов Гела Саная       |
| 2016    | Ліга Умаглесі         | 10   | 14  | 3  | 6 | 5  | 15 | 17 | 15 | Перший раунд |           |            |                                   |
| 2017    | Ліга Еровнулі         |      |     |    |   |    |    |    |    | 1/16 фіналу  |           |            |                                   |